# 브루스 마치아노
브루스 마치아노(Bruce Marchiano, 1956년 2월 5일 ~ )는 미국의 배우, 각본가, 영화 프로듀서이다.
로스앤젤레스에서 태어났다.

## 영화
- 블랙 라이더 (2014년)
- 디스 이즈 아워 타임 (2013년)
- 사도 베드로와 최후의 만찬 (2012년)
- 유다의 사자 : 부활절 대모험 (2011년) - 예수 역
- 인카운터 (2010년)
- 비주얼 바이블: 매튜 (1993년)
- 사탄 (1988년)